# MAKE IT 21
『MAKE IT 21』（メイク・イット・トゥエンティーワン）とは、2000年10月7日から2016年3月12日までJ-WAVEで生放送していたラジオ番組である。ナビゲーターはショーンK。
2013年10月5日 - 2015年9月26日までは、同じくショーンKがナビゲーターを担当していた番組「PRIME FACTOR」内で放送されていた。
いずれも番組名の頭にスポンサー名をかぶせる。
- AOL MAKE IT 21（2000年10月 - 12月 AOL）
- MAKE IT 21（2001年1月 - 3月）
- DAIWASHOKEN MAKE IT 21（2001年4月 - 2011年12月 大和証券）
- MACROMILL MAKE IT 21（2012年1月 - 2016年3月12日 マクロミル）

コンセプトは「聴くビジネスマガジン」とあるように、音楽主体の編成が中心となるFMラジオ局としては珍しくビジネス・経済情報を主体とした番組であった。

## 概要
番組は六本木の六本木ヒルズ33階にあるJ-WAVEのスタジオから行われているが、各コーナー部分が録音であることもある。
2005年1月10日はNew Year Specialとして、上海ロケの模様を放送した。
2011年4月2日-9月24日まで、秘書という扱いで宇井愛美が出演していた。
また、不定期でBSフジの『BSフジLIVE ソーシャルTV ザ・コンパス』と一部同時放送を実施、ショーン自身も左記番組に「オピニオンメンバー」として登場している。

## 突然のシリーズ終了
2016年3月、ショーンK自らの経歴詐称問題が週刊誌報道により発覚したことを受けて、ショーンKが今後の放送番組出演の自粛など公的活動を見合わせることを明らかにし、J-WAVEは対応策として同年3月19日及び26日の放送を取り止めることを発表（THE MUSIC SPECIALに差替え）、番組自体は遡って3月12日をもっての放送終了を決定した。19日は差し替え番組の冒頭4分間、ショーンK自ら出演し謝罪した。また、J-WAVEも「ショーンKさんのプロフィールの確認が不十分であったため、みなさまにご迷惑をおかけいたしましたことをお詫び申し上げます。」と謝罪した。これにより、2001年10月からスポンサーを代えつつ放送されていた『MAKE IT 21』シリーズも15年半の放送に幕を閉じる結果となった。

## 放送時間
- 土曜22:00-22:54（2000年10月7日 - 2013年9月28日）
- 土曜21:30-22:10（2013年10月5日 - 2014年9月27日）- PRIME FACTOR放送開始に伴い、同番組に内包
- 土曜22:00-22:40（2014年10月4日 - 2015年9月26日）- 放送時間変更、PRIME FACTORに内包
- 土曜21:00-21:54（2015年10月3日 - 2016年3月12日）- PRIME FACTOR終了に伴い、時間変更

## 主なコーナー
- Sean's CONSULTING（不定期）

リスナーからの仕事上の悩みなどに、ショーンがアドバイスをするコーナー。

### 過去にあったコーナー
- Movers&Shakers

ゲストトークのコーナー。オープニングトークの中でそのゲストに関するメールを募集し、コーナー中か終了後に読まれる。
- Biz Talk

ビジネスや海外旅行などで使える短い英会話を紹介する。外資系企業の「Make IT Corporation」が舞台のドラマ形式で、ショーン部長と新入社員陽子（藤田陽子）という設定で会話が進められていく。
このコーナーのみPodcast配信されている。

## 書籍
- 『成功前夜〜21の起業ストーリー』2005年 ISBN 4-7973-3007-4
- 『プロフェッショナルの5条件 ビジネスを勝ち抜く法則』2009年 ISBN 4023304328